# 大日本帝国憲法第48条
大日本帝国憲法第48条（だいにほん/だいにっぽん ていこくけんぽう だい48じょう）は、大日本帝国憲法第3章にある、帝国議会の役割についての規定である。

## 現代風の表記
両議院の会議は、公開する。ただし、政府の要求又はその議院の決議により、秘密会とすることができる。